# Sokoban

Một lời giải đố Sokoban.

Sokoban (倉庫番 (Thương Khố Phiên) Sōkoban) là trò chơi dạng câu đố trong đó người chơi phải đẩy một số khối vuông vượt qua chướng ngại vật để đến đích. Trò chơi đã được thiết kế vào năm 1981 bởi Hiroyuki Imabayashi và được ra mắt lần đầu vào tháng 12 năm 1982.

## Cách chơi
Trò chơi có dạng bảng ô vuông. Có một số khối vuông được đẩy đến đích (số ô đích đúng bằng số khối vuông). Chỉ có thể đẩy từng khối vuông một, và không thể kéo, cũng như không thể đẩy một dãy hai hay nhiều khối.
Khối vuông bị dính tường nếu như nó bị đẩy sát vào tường mà hai bên tường đều là góc. Vì không thể kéo khối lại được nên coi như khối này bị mất, nó không thể được đưa đến đích trừ phi đích nằm đúng trên cạnh tường đó. Dính tường là một trường hợp cần tránh khi chơi.

## Các phiên bản
| Năm  | Tựa                                      | Quốc gia        | Nền tảng                         | Nhà phát triển        | Phuơng tiện       |
| ---- | ---------------------------------------- | --------------- | -------------------------------- | --------------------- | ----------------- |
| 1982 | Sokoban (倉庫番)                         | Nhật Bản        | NEC PC-8801                      | Thinking Rabbit       | Băng cassette     |
| 1983 | Sokoban [Extra Edition] (倉庫番[番外編]) | Nhật Bản        | NEC PC-8801                      | PCマガジン            | Nhập chuơng trình |
| 1984 | Sokoban 2 (倉庫番2)                      | Nhật Bản        | NEC PC-8801                      | Thinking Rabbit       | Băng cassette     |
| 1988 | Soko-Ban                                 | Hoa Kỳ          | IBM PC và nền tảng tuơng tự      | Spectrum HoloByte     | Đĩa mềm           |
| 1989 | Soko-ban Perfect (倉庫番Perfect)         | Nhật Bản        | NEC PC-9801                      | Thinking Rabbit       | Đĩa mềm           |
| 1990 | Boxyboy                                  | Nhật Bản Hoa Kỳ | Turbografx-16 và PC Engine       | NEC                   | HuCard            |
| 1991 | Soko-ban Revenge (倉庫番Revenge)         | Nhật Bản        | NEC PC-9801                      | Thinking Rabbit       | Đĩa mềm           |
| 2016 | Sokoban Touch (倉庫番Touch)              | Nhật Bản Hoa Kỳ | Android và Apple iOS             | Thinking Rabbit       | Kỹ thuật số       |
| 2019 | Minna No Sokoban (みんなの倉庫番)        | Nhật Bản        | Nintendo Switch và PlayStation 4 | Unbalance Corporation | Kỹ thuật số       |
| 2021 | The Sokoban                              | Hoa Kỳ          | Nintendo Switch và PlayStation 4 | Unbalance Corporation | Kỹ thuật số       |

## Phát triển
Sokoban được tạo ra vào năm 1981 bởi Hiroyuki Imabayashi và bắt đầu thưong mại lần đầu đầu tiên vào tháng 12 năm 1982 bởi Thinking Rabbit, một công ty phần mềm có trụ sở tại Takarazuka, Nhật Bản.

Năm 1988, Sokoban được Spectrum HoloByte xuất bản tại Mỹ cho dòng Commodore 64, IBM-PC, Unix, Commodore Amiga và Apple II với tên gọi Soko-Ban. Sokoban đã thành công vang dội ở Nhật Bản và đã bán được hơn 400.000 chiếc vào thời điểm Spectrum HoloByte nhập khẩu nó vào Hoa Kỳ.

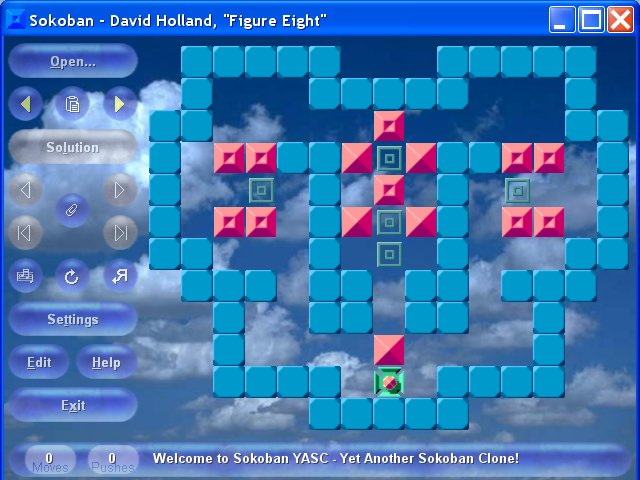
Một bài đố trong Sokoban YASC. Có 15 khối vuông cần được đẩy về đích.

## Trên máy tính
Sokoban YASC (Yet Another Sokoban Clone) là một bản phần mềm nguồn mở của trò chơi này, chạy trên Windows. YASC có nhiều tính năng cho người chơi như: lưu lại ván đang chơi giữa chừng, hoãn lại các nước đi sai, thông báo khi không có đường đi, v.v...

### Nghiên cứu khoa học
Sokoban có thể nghiên cứu bằng Lý thuyết độ phức tạp tính toán. Bài toán giải trò chơi Sokoban puzzles lúc đầu được chứng minh là NP-khó.  Sau nhiều nghiên cứu, bài toán được cho là cực khó so với các bài toán NP khác; nó là PSPACE-đầy đủ. Điều này có lợi cho nghiên cứu trí tuệ nhân tạo (AI) bởi giải bài toán Sokoban có thể được xem như là việc tự động lập kế hoạch được yêu cầu bởi robot tự hoạt động.
Sokoban khó giải không chỉ vì hệ số rẽ nhánh của nó lớn, mà còn vì độ sâu của cây tìm kiếm của nó. Một số loại màn chơi có thể được mở rộng vô hạn, với mỗi  bước lặp tăng trưởng theo cấp số nhân cho mỗi bước đẩy và kéo. Người chơi có kinh nghiệm dựa chủ yếu vào kỹ thuật tìm kiếm và thường nhanh chóng loại một lượng lớn các nước đi thừa hay nước đi sai lầm bằng việc phát hiện ra quy luật và đích phụ, do đó giảm lượng tìm kiếm đi một cách đáng kể.

## Các biến thể khác
Một số trò chơi khác được hình thành trên ý tưởng của Sokoban. Chẳng hạn Chip's Challenge, trong đó các khối có thể đẩy đến vị trí đích là nơi cần bắc cầu hoặc phá bom. Ngoài ra, chướng ngại vật trên đường đi còn có thể là những động vật cần phải tránh.